# San Miguel, Tapalpa
San Miguel är en ort i Mexiko.   Den ligger i kommunen Tapalpa och delstaten Jalisco, i den centrala delen av landet, 500 km väster om huvudstaden Mexico City. San Miguel ligger 2 248 meter över havet och antalet invånare är 141.
Terrängen runt San Miguel är kuperad åt sydväst, men åt nordost är den bergig. Runt San Miguel är det ganska tätbefolkat, med 111 invånare per kvadratkilometer. Närmaste större samhälle är Sayula, 10,0 km öster om San Miguel. I omgivningarna runt San Miguel växer huvudsakligen savannskog.